# Herman ten Kate (schilder)

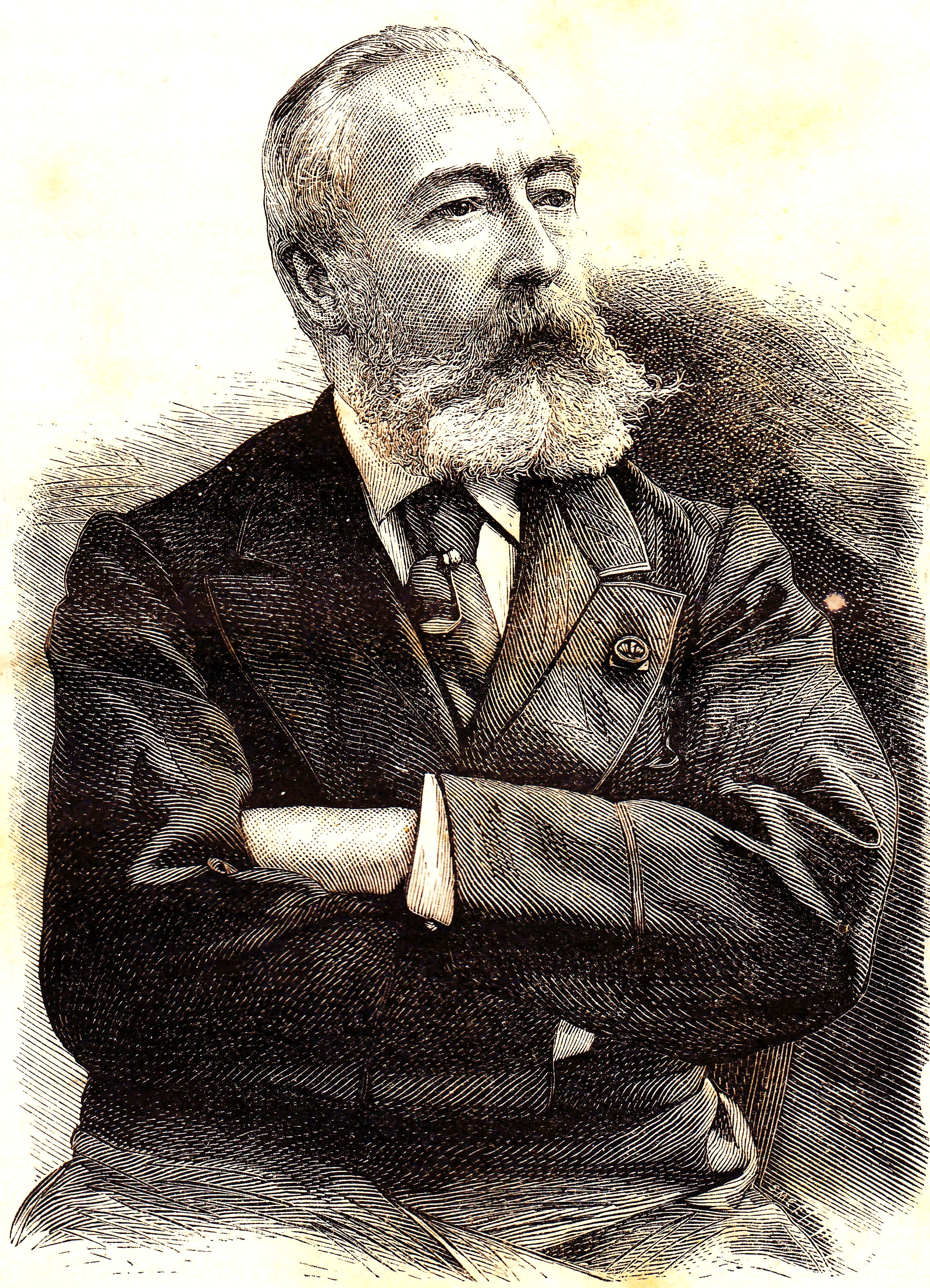
Herman ten Kate (1882)

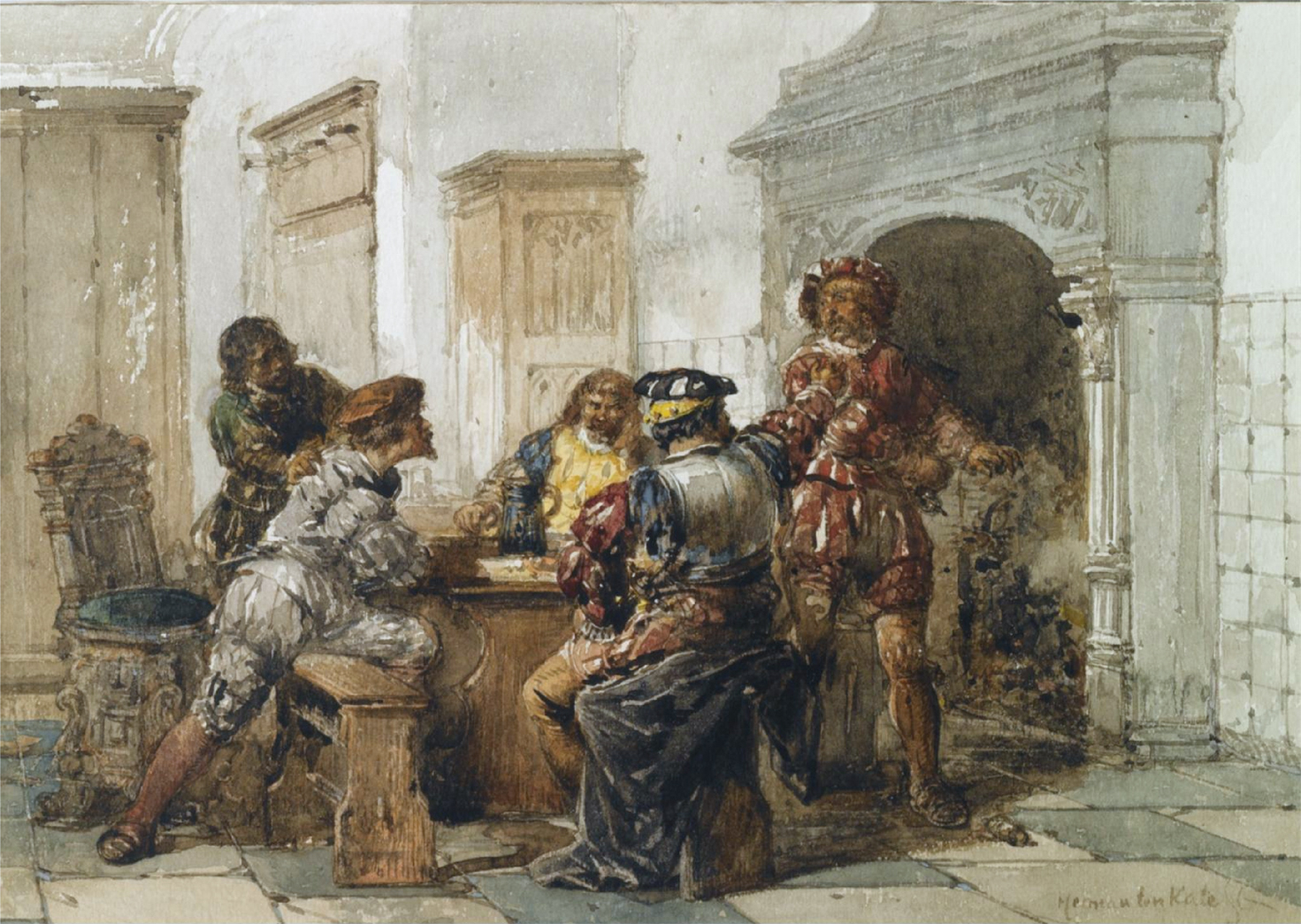
La dispute (Herman ten Kate)

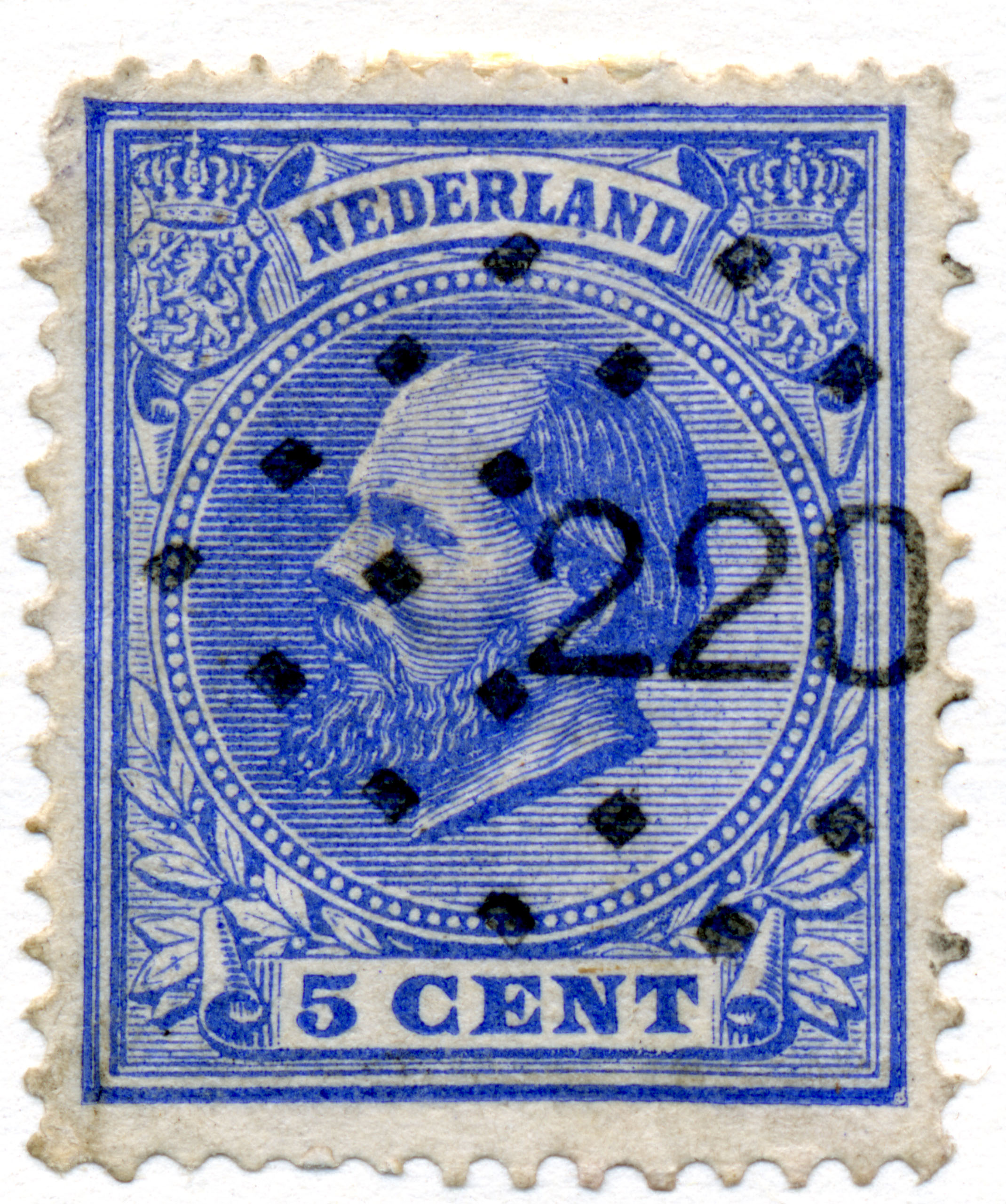
Postzegel ontworpen door o.a. Herman ten Kate (1872)

Herman Frederik Carel (Herman) ten Kate (Den Haag, 16 februari 1822 - aldaar, 26 maart 1891) was een Nederlands kunstschilder en graficus.
Ten Kate groeide samen met zijn broers Mari, die ook schilder zou worden, en Jan, die een bekend dichter-dominee werd, op in Den Haag. Hij trad in de leer bij de Amsterdamse schilder Cornelis Kruseman en na een studiereis door België, Frankrijk, Italië en Duitsland vestigde hij zich in 1847 in de stad van zijn leermeester. Hij woonde en werkte er tot 1869, waarna hij zich weer in zijn geboorteplaats vestigde.
Zijn specialisme was de historische genreschilderkunst, waarbij hij vaak soldaten liet optreden. Ook schilderde hij voorstellingen uit de Tachtigjarige Oorlog en andere onderwerpen uit de vaderlandse geschiedenis.
In 1872 verscheen een postzegelemissie naar zijn ontwerp met de beeltenis van koning Willem III.
Ten Kate trouwde in 1876 met Carolina Henriette Constantia Pierson (1836-1895), lid van de familie Pierson en zus van prof. dr. Allard Pierson, dr. Hendrik Pierson en prof. mr. dr. Nicolaas Pierson. Zijn zoon uit zijn eerste huwelijk met Madelon Sophie Elisabeth Thooft die eveneens Herman Frederik Carel gedoopt werd (1858-1931), werd een bekend antropoloog.
- Biografisch Portaal: 04605103
- Gemeinsame Normdatei: 11612024X
- International Standard Name Identifier: 0000 0000 6675 8245
- Nederlandse Thesaurus van Auteursnamen: 070081174
- RKD-Nederlands Instituut voor Kunstgeschiedenis: 43590
- Union List of Artist Names: 500016683
- Virtual International Authority File: 25345381
- WorldCat: E39PBJd3PjbGpDY9vx8QrBRBT3